# 仁科盛信

仁科盛信

仁科盛信（1557年（弘治3年）－1582年3月25日（天正10年3月2日））是武田信玄的五子，武田勝賴的異母弟，母親為油川夫人。同母弟妹包括葛山信貞、松姬（織田信忠婚約者）及菊姬（上杉景勝正室）。通稱為五郎。繼承了信濃豪族仁科家的家業。奉兄長勝賴之命，守衛信濃高遠城。

## 生平
1582年，織田和德川聯軍大舉征伐武田勝賴，勢如破竹。3月1日，織田信長嫡子織田信忠率領的三萬大軍包圍了只有三千兵力防守的高遠城。信忠派遣當地僧侶前往勸降，遭到盛信拒絕，並將使者的耳鼻削去後送還。翌日織田軍對高遠城發動總攻擊，仁科盛信與小山田昌行等武將英勇奮戰，使得織田家蒙受不小損失，包括岩倉織田家出身的織田信家戰死。然而織田軍最後仍挾其數量優勢攻破了城門，仁科盛信及小山田昌行自盡，高遠城淪陷。
在織田信長大軍的進攻之下，武田家治下的城主與將領，不是開城投降就是棄城逃亡，其中卻只有仁科盛信率領高遠城將士勇於抵抗並奮戰至最後一刻，最終自戕，令人感佩。盛信沒有頭顱的遺體被當地崇拜他的居民埋葬，埋葬之處後來被稱做「五郎山」。

## 後代
長子仁科信基後來成為德川幕府旗本以仁科氏存續，次子武田信貞也成為德川幕府旗本存續。